# Lotus Software
Lotus Software (chiamata Lotus Development Corporation prima dell'acquisizione da parte di IBM) è una società commerciale statunitense di informatica con sede a Cambridge, nel Massachusetts. Lotus fu fondata nel 1982 da Mitch Kapor e Jonathan Sachs.  Il primo prodotto di Lotus fu un software per presentazioni per  l'Apple II conosciuto col nome di Lotus Executive Briefing System, ma l'azienda è soprattutto nota per il foglio elettronico Lotus 1-2-3 distribuito nel 1983 e per il prodotto collaborativo Lotus Notes. Attualmente Lotus fattura come divisione Lotus Software di IBM con software ufficio per grandi divisioni e multinazionali.

## Prodotti

### Prodotti Attuali
- Lotus Connections
- Lotus Domino
- Lotus Expeditor
- Lotus Forms
- Lotus Foundations
- Lotus Protector
- Lotus Notes
- Lotus Quickr, che sostituisce Lotus QuickPlace
- Lotus sametime
- Lotus Symphony

### Prodotti in manutenzione
- IBM Lotus SmartSuite
  - Lotus 1-2-3
  - Lotus Word Pro
  - Lotus Freelance Graphics
  - Lotus Approach
  - Lotus Organizer

### Prodotti ritirati dal commercio
- Lotus Agenda
- Lotus Improv
- Lotus Jazz
- Lotus Magellan
- Lotus Manuscript
- Lotus Marketplace